# Westdeutscher Bindegarn-Vertrieb Eselgrimm
Die WBV – Westdeutscher Bindegarn-Vertrieb Eselgrimm GmbH & Co. KG ist ein Großhändler für Verpackungsmaterialien und Folienprodukte mit Sitz in Oelde.

## Geschichte
Am 1. Oktober 1917 wurde das Unternehmen WBV – Westdeutscher Bindegarn-Vertrieb Eselgrimm von Drechslermeister und Mühlenbesitzer Georg Eselgrimm (1859–1923) gegründet. Aufgrund des Ersten Weltkrieges war der Mangel an Gütern eines der zentralen Merkmale der Gesellschaft. Das galt naturgemäß auch für Flachs- und Hanferzeugnisse, die nur wenig angebaut wurden, weil es in der Landwirtschaft an Arbeitskräften fehlte.
Schon bald war das zweite Standbein des Unternehmens der Vertrieb von Bindegarnen. In den 1930er Jahren wurde das Geschäft vom nachfolgenden Geschäftsführer Anton Eselgrimm, Sohn von Georg Eselgrimm, auf weitere Bastfaser-Erzeugnisse ausgeweitet. Hierzu gehörten neben Bindegarnen aus Sisal auch andere Garne und Zwirne aus Hanf und Flachs. Dadurch belieferte das Unternehmen nicht mehr nur die Landwirtschaft, sondern auch die lokale Fleischwirtschaft.
In den 1950er Jahren revolutionierte die WBV den deutschen Markt durch das Importieren von Hanferzeugnissen, zuerst aus Österreich und Italien, später auch aus Jugoslawien und Ungarn. Dieser riskante Schritt führte zu einer Verdoppelung des Umsatzes. Mitte der 1960er Jahre konnten weitere Produkte angeboten werden, wie z. B. Gummiringe, Sisalkordeln aus Kuba, Flachsimporte aus Belgien und Dichtungs-Mazzoni. Des Weiteren ergänzten Kunststoffseile (aus Perlon und Polypropylen) und Selbstklebebänder das stetig wachsende Sortiment der WBV.
Ende der 1970er Jahre erweiterte das Unternehmen sein Produktsortiment im Bereich der Folien, um die Produkte Entsorgungssäcke, Tragetaschen und Müllbeutel. Wenig später folgten dann Transportverpackungen, wie z. B. Stretchfolie. Im Zuge des Mauerfalls wurde der Im- und Export in den Ostblock stark vereinfacht, was zu einer weiteren positiven Entwicklung des Unternehmens führte.

## Produktübersicht
Das angebotene Sortiment umfasst mehr als 11.000 Artikel in folgenden 7 Produktbereichen:

### Transportverpackungen
- Stretchfolie
- Industriefolien
- Handrollen
- Maschinenrollen
- Schrumpfhauben
- Umreifungsartikel

### Folienprodukte
- Müllsäcke, Müllbeutel, Entsorgungssäcke, Hygienebeutel
- Tragetaschen, -beutel
- Bopp-Blumenfolie
- Catering-Artikel

### Klebebänder
- Packbänder/Packfilme
- Abdeckbänder
- Technische Klebebänder
- Office-Anwendungen
- Abrollgeräte für Klebebänder
- Gummiringe und -bänder
- Kopierpapier
- Kartonagen

### Agrarartikel
- Pressengarn
- Rundballnetze
- Agrar-Stretchfolien
- Silofolien
- Siloschutzprodukte

### Installationsbedarf
- Gewindeabdichtung
- Rohrverbindung und Korrosionsschutz
- Kleben, Dichten, Reinigen
- Löten und Schweißen
- Technische Aerosole
- Befestigung und Montage

### Seilerwaren
- Bindfäden
- Wurstgarne für den Fleischereibedarf
- Verpackungskordeln
- Seilherstellung, Flechterei, Zwirnerei
- Seile

### Arbeitsschutzartikel
- Arbeitshandschuhe
- Einweghandschuhe
- Einwegbekleidung